# گورباتوف (شهر)

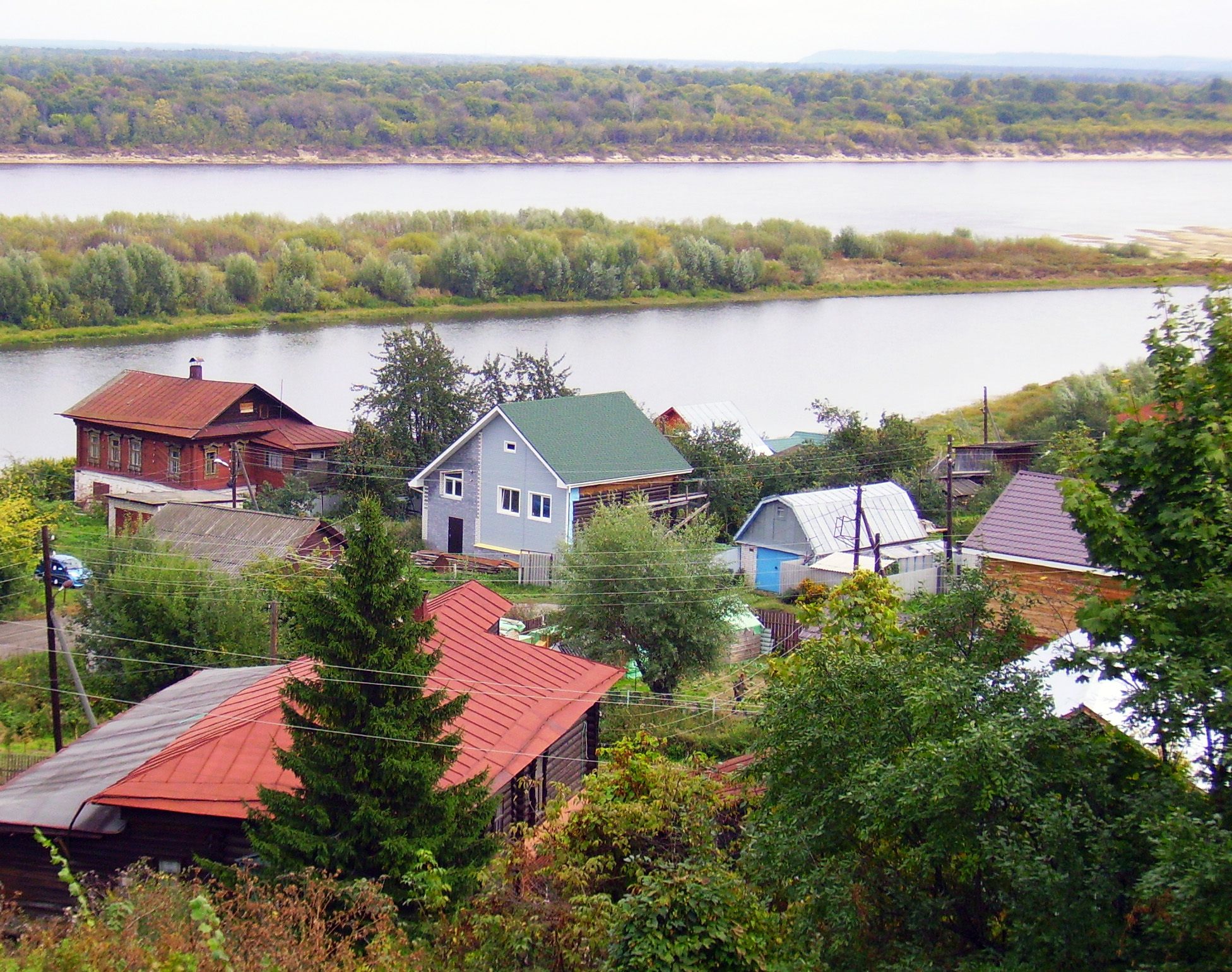
نمایی از شهر گورباتوف

شهر گورباتوف (به روسی: Горбатов) در کشور روسیه و در اوبلاست نیژنی نووگورود واقع شده‌است.